# زوزانا جيركوفا
زوزانا جيركوفا (بالسلوفاكية: Zuzana Žirková)‏ مواليد 6 يونيو 1980 في بوينيتسى، هي لاعبة كرة سلة سلوفاكية. بدأت مسيرتها الاحترافية في سنة 1996. تم اختيارها من قبل فريق واشنطن ميستيكس خلال الدرافت. وتحمل الرقم 12. مثلت منتخب بلادها. شاركت في دورة الألعاب الأولمبية الصيفية سنة 2000. اعتزلت اللعب في 2012.

## المسيرة الاحترافية
لعبت مع غود أنجيلز كوشيتسه من سنة 1996 إلى 1998، ثم لعبت مع واشنطن ميستيكس في سنة 2003، ثم لعبت مع غود أنجيلز كوشيتسه في موسم 2010–2011 وموسم 2011–2012.

## روابط خارجية
- زوزانا جيركوفا على موقع الاتحاد الدولي لكرة السلة (الإنجليزية)
- زوزانا جيركوفا على موقع الاتحاد الوطني لكرة السلة النسائية (الإنجليزية)
- زوزانا جيركوفا على موقع كرة السلة الأوروبية.كوم (الإنجليزية)
- زوزانا جيركوفا على موقع بروبوليرز (الإنجليزية)
- زوزانا جيركوفا على موقع سبورتس رفرنس (الإنجليزية)
- زوزانا جيركوفا على موقع سبورتس رفرنس (الإنجليزية)
- زوزانا جيركوفا على موقع أوليمبيديا (الإنجليزية)